# Lago de Chésery
O Lago Chésery é um lago localizado no município de Monthey, no cantão de Valais, na Suíça. Este lago está localizado perto da fronteira francesa, abaixo do de Pointe Chésery.